# Henry G. Sanders
 (mai 2014).
Si vous disposez d'ouvrages ou d'articles de référence ou si vous connaissez des sites web de qualité traitant du thème abordé ici, merci de compléter l'article en donnant les références utiles à sa vérifiabilité et en les liant à la section « Notes et références ».
Henry Gale Sanders (né le 18 août 1942 à Houston, au Texas) est un acteur américain.

## Biographie
Henry G. Sanders est notamment connu pour son rôle dans le film néo-réaliste) de Charles Burnett Killer of Sheep (1977). Il est également apparu à la télévision, dans des programmes tels que The Rockford Files, Timide et sans complexe, Knight Rider, Knots Landing, Miami Vice, Cagney et Lacey, Marié ... deux enfants, Dr Quinn, femme médecin, NYPD Blue et The Mentalist.

## Filmographie

### Cinéma
- 1970 : Rebel (No Place to Hide) de Robert Allan Schnitzer : James Henderson
- 1977 : Killer of Sheep de Charles Burnett : Stan
- 1990 : L'Affaire Wallraff (The Man Inside)
- 2006 : Rocky Balboa de Sylvester Stallone : Martin
- 2014 : Selma de Ava DuVernay : Cager Lee

### Séries télévisées
- 1986 et 1987 : Les Routes du paradis : le révérend Blake / William Pierson
- 1989 : Alf : George
- 1993-1998 : Docteur Quinn, femme médecin : Robert E.
- 1998 : Sliders : Les Mondes parallèles : Harold
- 2008 : Cold Case : Affaires classées : Ronnie Collins (saison 6 épisode 10)
- 2010 : Les experts : Bill Gibson (saison 11 épisode 8)
- 2011 : Mentalist : Willie Shubert (saison 4 épisode 4)
- 2016 : Hap and Leonard : oncle Chester
- 2016 : American Horror Story : M. Royale (saison 5 ,épisode 9)
- 2019 et 2022 : 9-1-1 : Samuel Carter
- 2022 : DMZ : Cedric